# Лінтікам (Меріленд)
Лінтікам (англ. Linthicum) — переписна місцевість (CDP) в США, в окрузі Енн-Арундел штату Меріленд. Населення — 11 190 осіб (2020).

## Географія
Лінтікам розташований за координатами 39°12′29″ пн. ш. 76°39′53″ зх. д. / 39.20806° пн. ш. 76.66472° зх. д. (39.207943, -76.664605).  За даними Бюро перепису населення США в 2010 році переписна місцевість мала площу 14,25 км², з яких 14,14 км² — суходіл та 0,12 км² — водойми.

## Демографія
Згідно з переписом 2010 року, у переписній місцевості мешкали 10 324 особи в 3949 домогосподарствах у складі 2817 родин. Густота населення становила 724 особи/км².  Було 4185 помешкань (294/км²).
Расовий склад населення:
| - 89,0 % — білих - 4,2 % — азіатів - 3,7 % — чорних або афроамериканців - 0,3 % — корінних американців - 0,1 % — вихідців з тихоокеанських островів - 1,0 % — осіб інших рас |

До двох чи більше рас належало 1,7 %. Частка іспаномовних становила 2,7 % від усіх жителів.
За віковим діапазоном населення розподілялося таким чином: 19,7 % — особи молодші 18 років, 62,5 % — особи у віці 18—64 років, 17,8 % — особи у віці 65 років та старші. Медіана віку мешканця становила 44,1 року. На 100 осіб жіночої статі у переписній місцевості припадало 94,8 чоловіків;  на 100 жінок у віці від 18 років та старших — 93,4 чоловіків також старших 18 років.
Середній дохід на одне домашнє господарство  становив 95 842 долари США (медіана — 84 572), а середній дохід на одну сім'ю — 110 024 долари (медіана — 105 504). Медіана доходів становила 65 838 доларів для чоловіків та 44 985 доларів для жінок. За межею бідності перебувало 5,9 % осіб, у тому числі 4,6 % дітей у віці до 18 років та 8,9 % осіб у віці 65 років та старших.
Цивільне працевлаштоване населення становило 5566 осіб. Основні галузі зайнятості: освіта, охорона здоров'я та соціальна допомога — 18,9 %, науковці, спеціалісти, менеджери — 17,4 %, публічна адміністрація — 9,9 %, мистецтво, розваги та відпочинок — 9,5 %.